# Cornemuseur-major

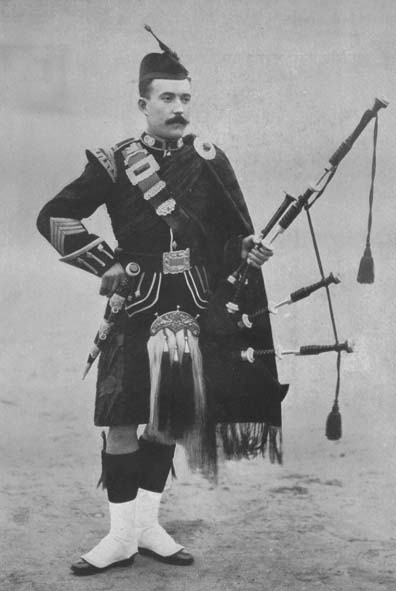
Photographie d'~1890 du Pipe-Major Colin Thomson, des Argyll and Sutherland Highlanders.

Le cornemuseur-major, ou Pipe-major, est le sous-officier chargé de diriger un ensemble de cornemuses et tambours militaires lors des défilés.

## Canada
L'insigne du cornemuseur-major est représenté par une cornemuse surmontant 4 chevrons inversés. 
Le cornemuseur-major occupe souvent également la fonction de directeur musical associé et donc adjoint de l'officier commandant la formation musicale.